# Playen (plaats)
Playen is een bestuurslaag in het regentschap Gunung Kidul van de provincie Jogjakarta, Indonesië. Playen telt 4024 inwoners (volkstelling 2010).